# St. Dionysius (Elsen)

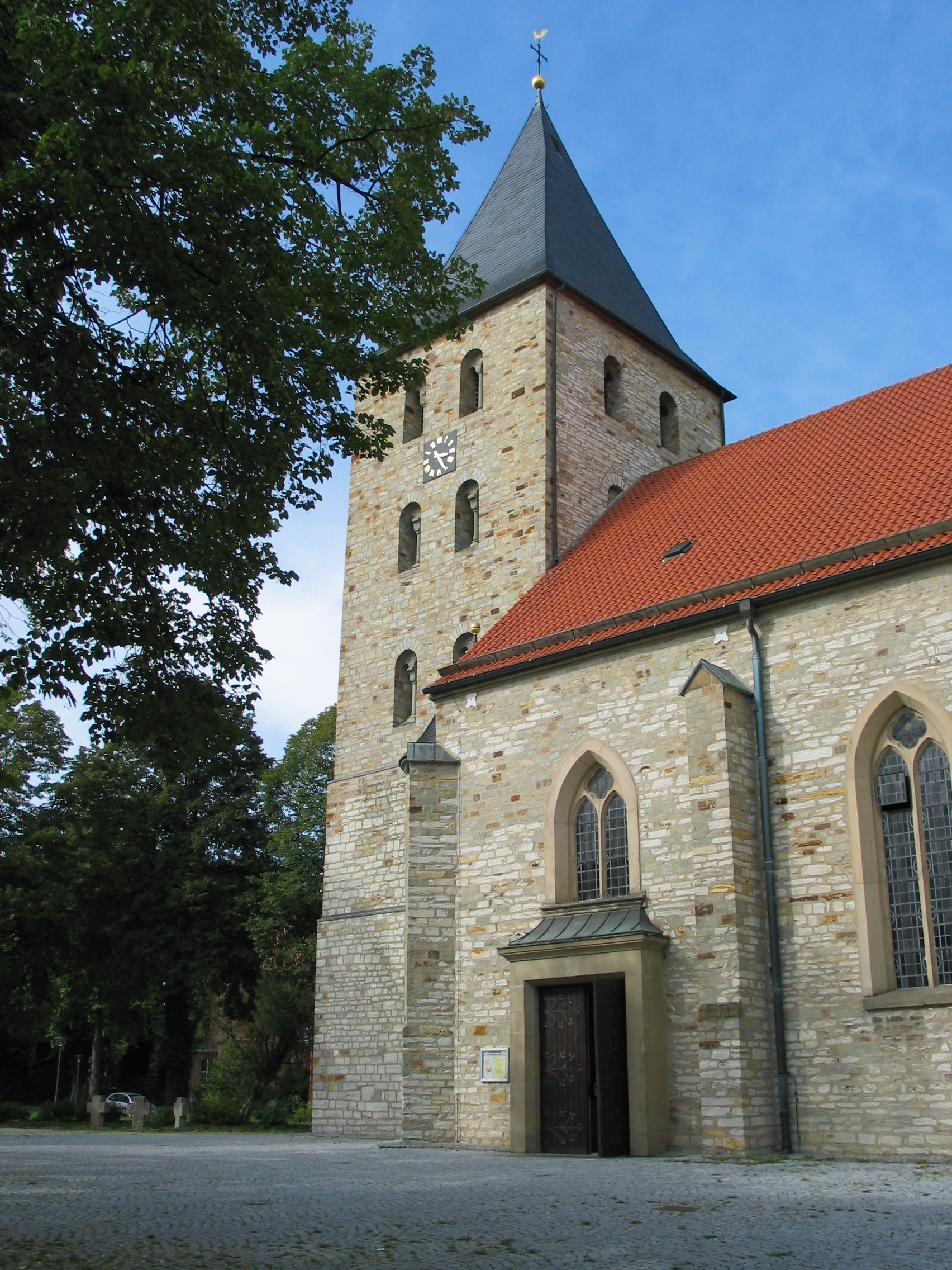
Kirchturm mit Südportal

Die römisch-katholische Pfarrkirche St. Dionysius ist ein denkmalgeschütztes Kirchengebäude in Elsen, einem Stadtbezirk von Paderborn im Kreis Paderborn in Nordrhein-Westfalen. Kirchengebäude und Pfarramt gehören zum Pastoralverbund Elsen-Wewer-Borchen, welcher dem Dekanat Paderborn im Erzbistum Paderborn untersteht.

## Pfarrei
Es lässt sich kein verlässliches Gründungsdatum für eine Pfarrei und auch kein Weihedatum für ein Kirchengebäude anhand von Urkunden festmachen.
Erstmals urkundlich erwähnt wurde die Pfarrei 1231, es gilt jedoch als sicher, dass weit vor diesem Datum bereits eine Pfarrei in Elsen bestand. Nicht zuletzt durch die bauliche Substanz und der Tatsache bedingt, dass der Hl. Dionysius als Patron erwählt wurde, kann man davon ausgehen, dass es sich hier um eine der ältesten Pfarreien im Hochstift Paderborn handelt.
Die Kirche war Mutterkirche der Gemeinden Neuhaus und Sande.

## Pfarrkirche

### Lage
Der größte Teil der kirchlichen Bauten der Gemeinde liegt auf einer kleinen Anhöhe im Ortskern. Die Pfarrkirche ist, wie die meisten mittelalterlichen Kirchenbauten, geostet.
Der ortsbildprägende Bau ist weithin sichtbar und wird von einer Reihe von anderen kirchlichen Bauten umrahmt:
- Im Nordwesten befindet sich das Pfarrhaus mit Pfarrbüro. Dahinter ist das Pfarrheim, das Dionysius-Haus (fertiggestellt 2001), zu finden.
- Im Norden sind die beiden Elsener Friedhöfe mit der Friedhofskapelle mit Leichenhalle angelegt, welche sich heute in städtischer Verwaltung befinden.
- Im Nordosten, im ehemaligen Jugendheim, befindet sich seit 2005 einer der beiden katholischen Kindergärten. Gleich daran schließt sich die Dienstwohnung des Vikars an.

### Turm
Der massige, fünfgeschossige, romanische Turm ist der älteste Bestandteil der heutigen Kirche und der Überrest eines einschiffigen romanischen Kirchenbaus, welcher ab 1840/41 durch einen 1850 vollendeten Neubau ersetzt wurde. Der mit einem pyramidenförmigen Dach bedeckte Turm ist, ebenso wie der Rest der Kirche, aus Kalksteinen errichtet worden. Die Wandgestaltung ist schlicht und lediglich durch Fensteröffnungen und Schießscharten (in den beiden unteren Geschossen) unterbrochen, welche der früheren Nutzung als Wehrkirche zuzuschreiben sind.
Die zwei unteren Geschosse sind vermutlich deutlich älter als der obere Rest des Turmes. Die Wandstärke von nur einem Meter in diesem Bereich lässt annehmen, dass anfänglich nie geplant war, ein fünfgeschossiges Gebäude zu errichten. Das unterste Geschoss wird durch ein Kreuzgewölbe abgeschlossen und heute als Taufkapelle genutzt. Das zweite Geschoss war, bis zum Anbau eines Treppenturmes, nur schwerlich über eine 40 cm breite und 170 cm hohe Treppe zu erreichen. Die oberen Geschosse sind Annahmen zufolge um 1200 entstanden. Zum Vergleich wurden hier verschiedene Bauten aus der Umgebung herangezogen, die eine ähnliche Gestaltung der Fensteröffnungen aufweisen; zum Beispiel der Paderborner Dom.
An jeder Seite, mit Ausnahme der östlichen, sind zwischen dem vierten und fünften Geschoss Zifferblätter der Turmuhr angebracht. Auf der Turmspitze "thront" ein Wetterhahn.

#### Glocken
Im Turm befinden sich heute (Stand 2012) fünf Bronzeglocken verschiedener Größen und Tonlagen:
| Nr. | Name                         | Gussjahr | Gießerei                                            | Durchmesser (mm) | Gewicht (kg) | Tonlage | Weihedatum       | Inschrift                                                                                                |
| 1   | Urbanusglocke                | 1992     | Glocken- und Kunstgießerei Rincker (Sinn)           | 1580             | 2.420        | c1      | 2. August 1992   | "St. Urban bitte für uns."                                                                               |
| 2   | Friedensglocke (Totenglocke) | 1948     | Glockengießerei A. Junker vorm. H. Humpert (Brilon) | 1250             | 1.116        | e1      | 15. März 1949    | "Ehre sei Gott in der Höhe und Frieden den Menschen auf Erden die guten Willens sind." (dt. Übersetzung) |
| 3   | Marienglocke                 | 1948     | Glockengießerei A. Junker vorm. H. Humpert (Brilon) | 1050             | 653          | g1      | 15. März 1949    | "Sei gegrüßt Königin des Himmels, sei gegrüßt Herrin der Engel." (dt. Übersetzung)                       |
| 4   | Dionysiusglocke              | 1948     | Glockengießerei A. Junker vorm. H. Humpert (Brilon) | 950              | 462          | a1      | 15. März 1949    | "Dich preiset das weißgewandete Heer der Märtyrer, heiliger Dionysius bitte für uns." (dt. Übersetzung)  |
| 5   | Christkönigglocke            | 1930     | Glockengießerei Heinrich Humpert (Brilon)           | 810              | 310          | h1      | 19. Oktober 1930 | "O Ihr alle, die ihr mich höret, preiset Christus den König der Könige."                                 |

Die Dionysiusglocke ist die zweite ihrer Art, da die 1641 gegossene Vorgängerin zusammen mit einer weiteren Glocke im Zweiten Weltkrieg beschlagnahmt und höchstwahrscheinlich direkt im Sommer 1942 eingeschmolzen worden ist.
Das Festgeläut erklingt in den Tönen c´e´ g´ a´ h´ und kann auf der Internetseite der Gemeinde angehört werden.

### Kirchenraum
Die Kirche bestand, bis zur Eröffnung des Neubaus 1850, aus einem einschiffigen romanischen Kirchenraum, der durch zwei Joche gebildet wurde, die der Form der heutigen Taufkapelle entsprachen. Der aus zwei schmaleren Jochen gebildete Chorraum schloss sich an.
Aus Platzgründen musste dieser Bau, mit Ausnahme des Turmes, komplett weichen und wurde durch eine dreischiffige, neugotische Kirche ersetzt.
Bereits 1925 war auch der Neubau zu klein für die stetig wachsende Gemeinde, sodass das Gebäude um ein Querschiff, den Chorraum und zwei Sakristeien ergänzt wurde.
Seit dem 25. Juni 1984 steht das gesamte Gebäude auf der Denkmalliste der Stadt Paderborn.

### Ausstattung

#### Innen

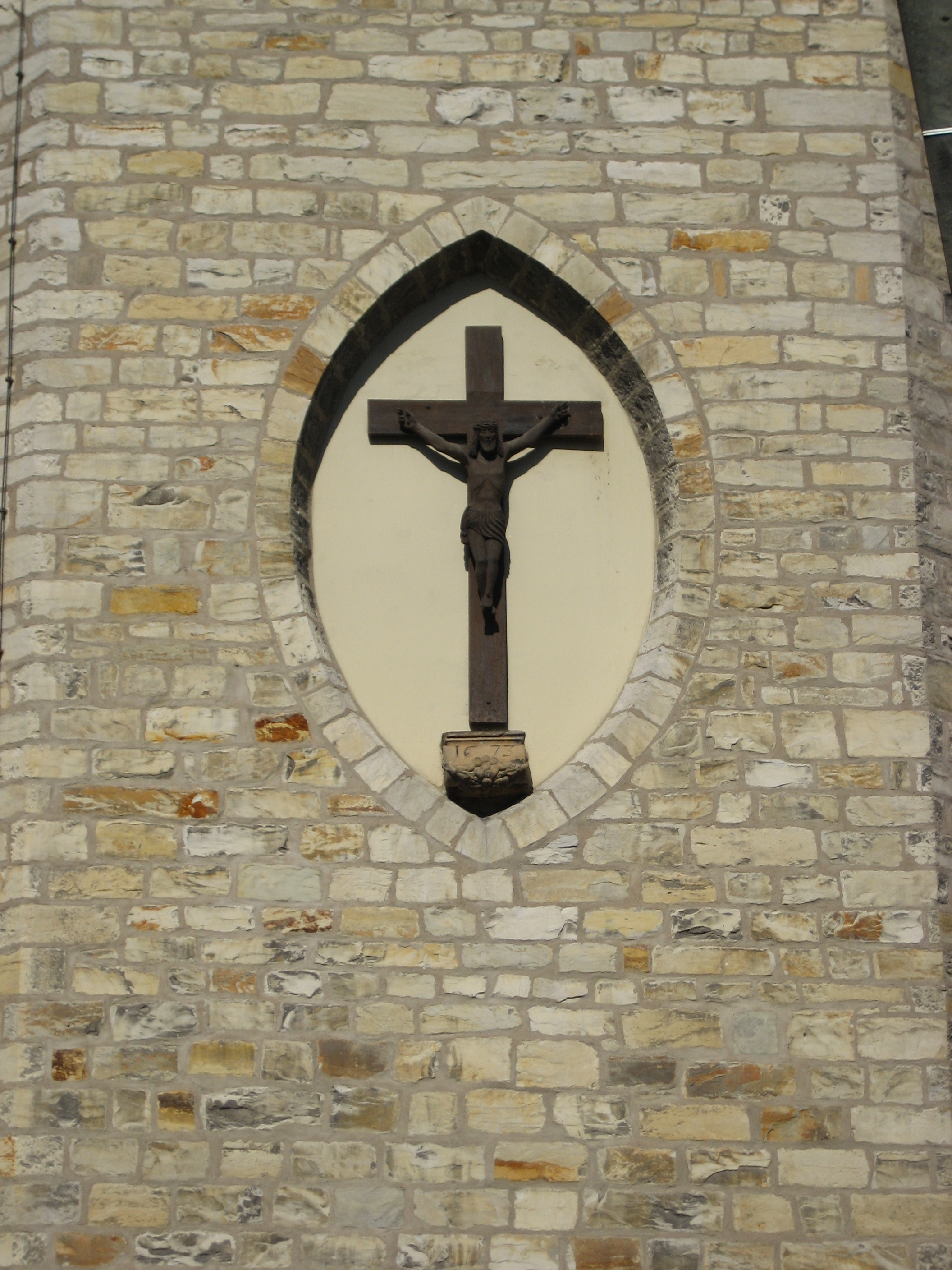
Kruzifix am Chor

Der größte Teil der Ausstattung ist auf das 17. sowie 18. Jahrhundert zurückzuführen und wurde beim Neubau 1850 in das Gebäude eingebracht. Dabei bildet der romanische Taufstein eine der großen Ausnahmen: Er wurde um 1260 geschaffen und hat seinen Platz im Kreuzgewölbe des Turmes, der heutigen Taufkapelle. Auf ihm befinden sich kunstvolle Darstellungen der Taufe Jesu und der Muttergottes. Ebenso sind auf ihm paarweise Darstellungen der Apostel und Evangelisten angebracht.

#### Außen
Außen am Chor befindet sich ein Kruzifix aus Stein, bezeichnet 1673.

### Renovierung 2016/2017
Mehr als zwei Jahrzehnte nach der letzten großen Innenrenovierung wurde die Kirche nach dem Osterfest 2016  für eine umfassende Sanierung und Neugestaltung des Innenraumes geschlossen. Ursprünglich sollte die Maßnahme bereits viel früher umgesetzt werden, jedoch sorgten umfangreiche Planungs- und Genehmigungsverfahren immer wieder für Verzögerungen.
Zunächst wurde die Kirche leergeräumt und die Orgel abgebaut, welche in der Kathedrale von Sanremo (Italien) nach einer umfangreichen Restaurierung wieder aufgebaut wird. Am ehemaligen Standort der Orgel im linken Querschiff wurde ein neues Eingangsportal in die Wand gebrochen. Der Chor- und Altarraum wurde um eine Stufe abgesenkt und weiter in das Kirchenschiff hineingezogen. Im rechten Querschiff fand die Pietà einen neuen würdigen Platz. Dort wurde auch das sogenannte „Kresing-Gitter“ eingebaut, welches werktags einen begrenzten Zugang zum Kirchraum ermöglicht und Vandalismus eindämmen soll.
Die bisher eher schlichte Ausmalung wurde vom Rottweiler Kirchenkünstler Tobias Kammerer aufgegriffen und aufwändig und modern weiterentwickelt. Durch den Einsatz farbiger LED-Strahler kann das Gewölbe anlassbezogen ausgeleuchtet werden.
Am Palmsonntag 2017 konnten die Gottesdienste wieder aufgenommen werden, für welche man während der Renovierung in das benachbarte Dionysius-Haus ausweichen musste.
Im Oktober 2017 wurden der neue Zelebrationsaltar, der umgearbeitete Tabernakel sowie der neue Ambo durch Weihbischof Hubert Berenbrinker konsekriert. Die neue Orgel wurde im November und Dezember 2020 durch die Firma Hermann Eule Orgelbau Bautzen eingebaut. Sie fand ihren neuen Platz vor der Taufkapelle.

## Trivia
- In der Pfarrgemeinde gab es eine überdurchschnittlich große Zahl von Priesterberufungen.